# 福海西站 (城际)
福海西站是穗深城际铁路的高架车站，位于中华人民共和国广东省深圳市宝安区福海街道桥和路与松福大道交叉路口以北，于2019年12月15日启用。

## 车站结构

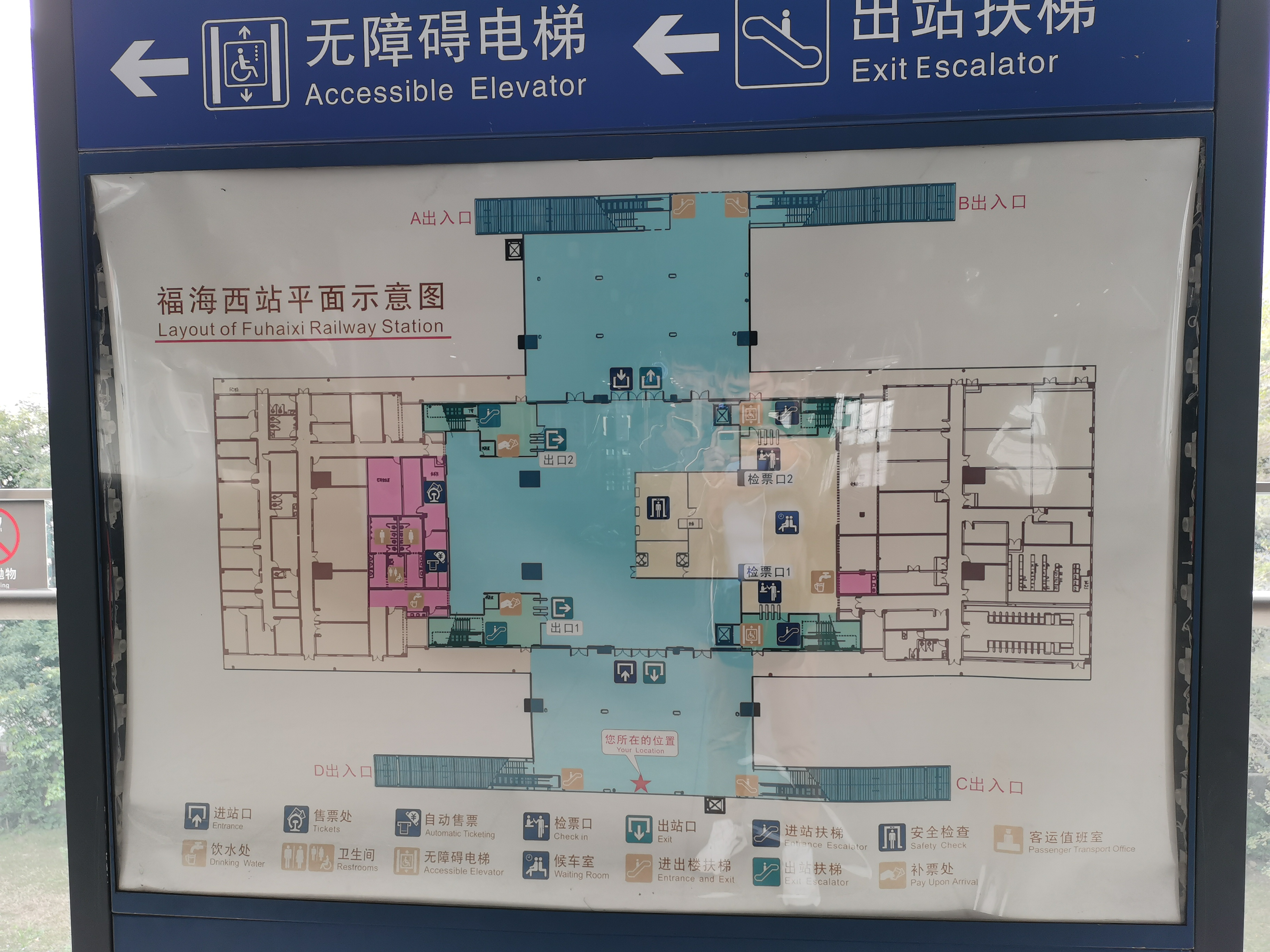
车站平面图

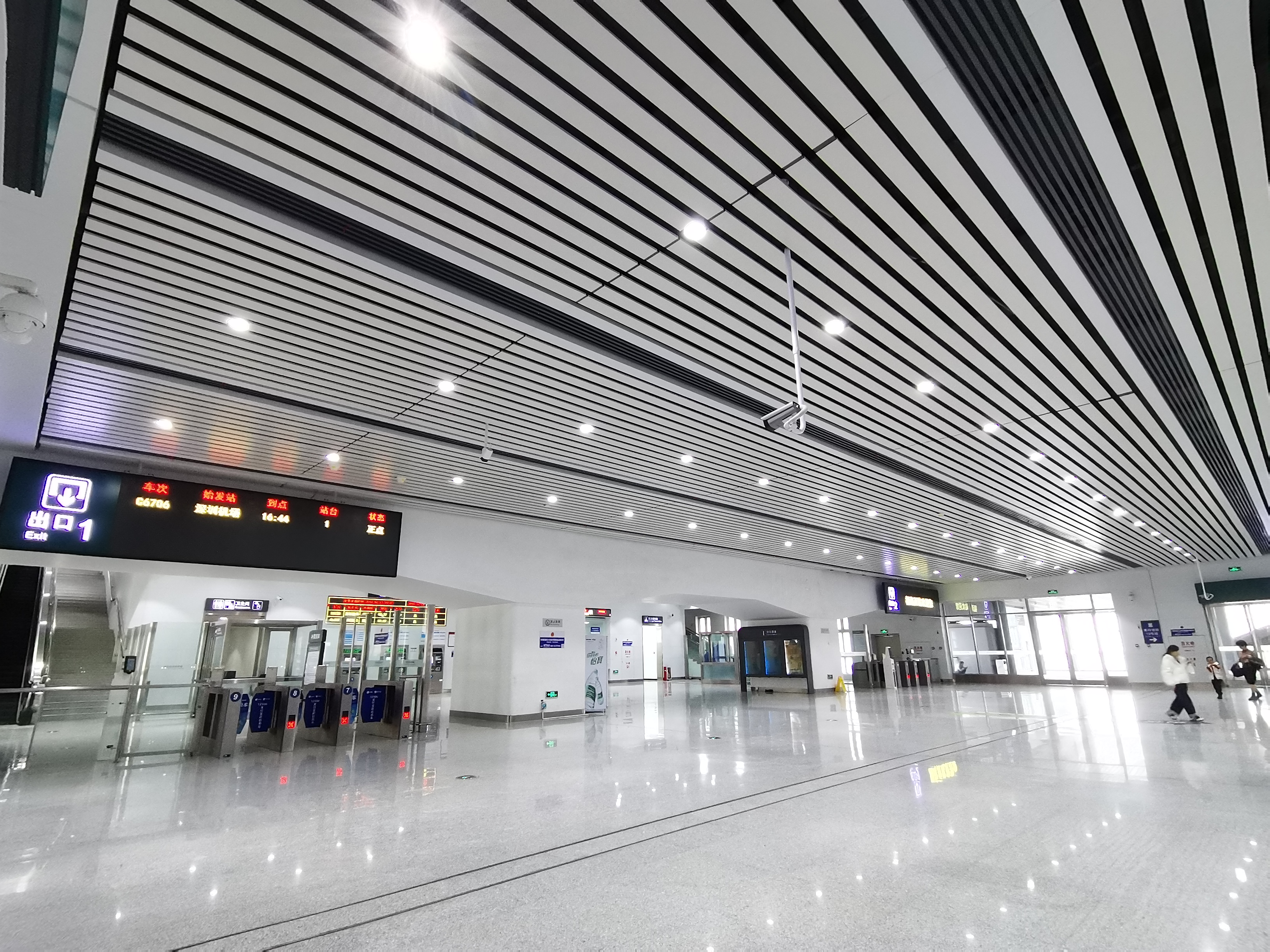
站厅

福海西站为路中高架三层侧式车站，沿松福大道布置。

### 车站楼层
| 地上三层 | 侧式站台 | 侧式站台                                  | 侧式站台 | 侧式站台 |
|          | 2站台    | 穗深城际 深圳机场方向（下站：深圳机场北） |          |          |
|          |          | 穗深城际 深圳机场方向正线                 |          |          |
|          |          | 穗深城际 新塘南方向正线                   |          |          |
|          | 1站台    | 穗深城际 新塘南方向（下站：沙井西）       |          |          |
|          | 侧式站台 |                                           |          |          |
| 地上二层 | 站厅     | 售票处、候车区、安检设施                  |          |          |
| 地面     | 出入口   | 预留商业设施                              |          |          |

### 站线配置
本站为两台四线式车站，同时在北侧设有一组八字渡线。

### 出入口
福海西站共设4个出入口，分布于松福大道东、西两侧。
|                                           |                           |      |          |                                      |
| 编号                                      | 设施                      | 照片 | 出口指示 | 建议前往的目的地                     |
| A                                         | 升降机标志 · 扶手电梯标志 |      | 松福大道 | 广和路                               |
| B                                         | 扶手电梯标志              |      | 松福大道 | 桥和路 地铁：福海西站 公交：福海西站 |
| C                                         | 升降机标志 · 扶手电梯标志 |      | 松福大道 | 桥和路 地铁：福海西站                |
| D                                         | 扶手电梯标志              |      | 松福大道 | 福朗路                               |
| 註： 設有 \| 設有 \| 設有 \| 設有扶手電梯 |                           |      |          |                                      |

## 历史

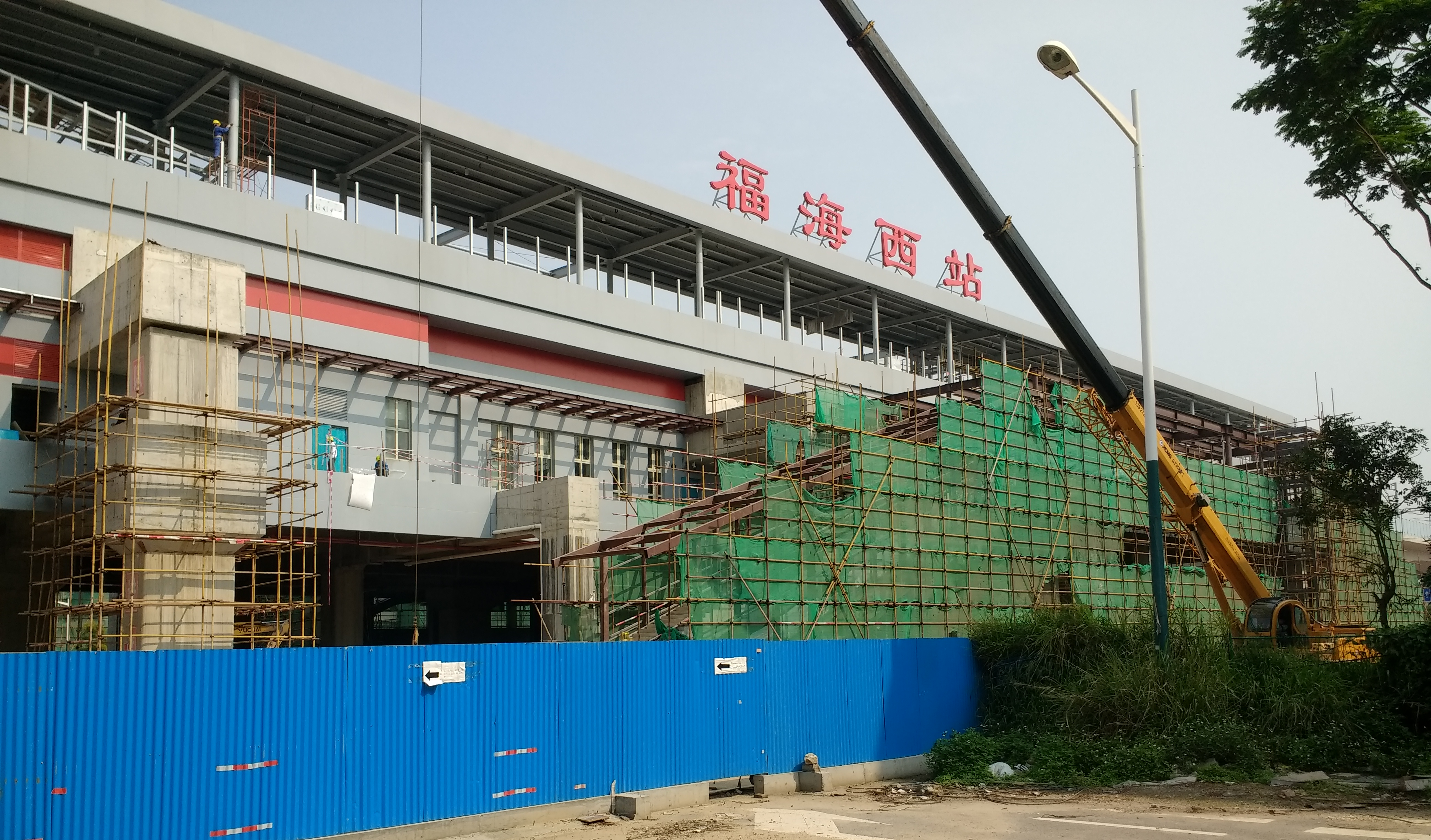
建设中的车站（2019年3月）

穗莞深城际深圳段原规划沿宝安大道行走，并与深圳地铁11号线贯通运营。然而部分沿线居民不满线路经过但未设站从而抵触拆迁，加上铁道部2010年介入珠三角城际铁路建设，省部协商后穗莞深城际改用国铁制式，故深圳段线路调整为沿松福大道行走，中途在福永镇西部设有一站。该站根据所在的和平社区而命名为和平站，并最终落实建设。
穗深城际开通前夕，本站定名为福海西站。2019年12月15日，本站随穗深城际开通而运营。

## 接驳交通
本站南侧设有地铁福海西站，但两站间未设有换乘通道。车站B口处亦设有同名公交车站。
| 深圳地铁 - 福海西站：█12号线 巴士 \| 编号 \| 编号 \| 线路 \| 线路 \| 线路 \| 收费 \| 运营商 \| 备注 \| \| ---- \| ---- \| ------------ \| ---- \| -------- \| ---- \| -------- \| ------- \| \| \| M153 \| 稔田社区总站 \| ⇆ \| 福海西站 \| 2元 \| 西部二分 \| 原 B893 \| |      |              |      |          |      |          |         |
| 编号 | 编号 | 线路         | 线路 | 线路     | 收费 | 运营商   | 备注    |
| | M153 | 稔田社区总站 | ⇆    | 福海西站 | 2元  | 西部二分 | 原 B893 |